# Comuna Mankivți, Bar
Mankivți (în ucraineană Маньківці) este o comună în raionul Bar, regiunea Vinnița, Ucraina, formată din satele Uleanivka, Mankivți (reședința) și Melnîkî.

## Demografie
Componența lingvistică a satului Mankivți
     Ucraineană (98,81%)
     Rusă (1,02%)
     Alte limbi (0,18%)
Conform recensământului din 2001, majoritatea populației satului Mankivți era vorbitoare de ucraineană (98,81%), existând în minoritate și vorbitori de rusă (1,02%).